# Lemuria Sirius B
Lemuria-Sirius B es un disco de la banda sueca Therion, lanzados simultáneamente en mayo del año 2004, contó con la participación de 171 músicos. Ambos discos aluden a diversas tradiciones míticas paganas en sus letras. Lemuria versa más bien sobre el paganismo germánico, griego y azteca, mientras que Sirius B se centra más en el mundo del Medio Oriente antiguo e islámico. Esto se refleja también en la música, de un tono más roquero y desenvuelto en Lemuria, y más sinfónico en Sirius B. 

## Lista de canciones

### Lemuria
1. "Typhon" – 4:36
2. "Uthark Runa" – 4:41
3. "Three Ships of Berik, Pt. 1: Calling to Arms and Fighting the Battle" – 3:19
4. "Three Ships of Berik, Pt. 2: Victory!" – 0:44
5. "Lemuria" – 4:15
6. "Quetzalcoatl" – 3:47
7. "The Dreams of Swedenborg" – 4:58
8. "An Arrow from the Sun" – 5:54
9. "Abraxas" – 5:21
10. "Feuer Overtüre/Prometheus Entfesselt" – 4:39

Explicaciones de los títulos:
- Typhon: Dragón Gigante de la mitología griega.
- Uthark Runa: habla sobre la cultura escandinava y sus runas.
- Three Ships Of Berik: trata sobre los viajes de ostrogodos y visigodos y sus luchas contra el imperio romano.
- Lemuria: Supuesto continente que precedió a la Atlántida.
- Quetzalcóatl: Dios principal de las culturas de Mesoamérica y a la profecía del fin del mundo en el año 2012.
- The Dreams of Swedenborg: Historia sobre Emanuel Swedenborg, erudito, filósofo y místico sueco del siglo XVII.
- An Arrow from the Sun: Hace referencia con Abaris el Hiperbóreo, antigua figura mítica griega portadora de luz.
- Abraxas: Antiguo dios gnóstico que representa el bien y el mal.
- Feuer Overtüre/Prometheus Entfesselt: Se refiere a Prometeo, el titán de la mitología griega encadenado al Monte Cáucaso por haber entregado el fuego a los hombres.

### Sirius B
1. "The Blood of Kingu" – 5:45
2. "Son of the Sun" – 5:35
3. "The Khlysti Evangelist" – 5:38
4. "Dark Venus Persephone" – 4:02
5. "Kali Yuga, Pt. 1" – 3:27
6. "Kali Yuga, Pt. 2" – 5:48
7. "The Wondrous World of Punt" – 7:19
8. "Melek Taus" – 5:31
9. "Call of Dagon" – 4:14
10. "Sirius B" – 3:43
11. "Voyage of Gurdjieff (The Fourth Way)" – 5:56

Explicaciones de los títulos:
- Blood of Kingu: Kingu, demonio hijo de la diosa serpiente babilónica del caos Tiamat.
- Son of the Sun: Alude al Faraón y a su arrogancia de poder. Posiblemente a Akenatón, faraón que en su arrogancia reto a sus propios dioses creando un dios único llamado Atón.
- The Khlysti Evangelist: Trata sobre Rasputín monje ruso , que perteneció a la secta de los khlysti.
- Dark Venus Persephone: Se refiere al mito de la diosa Perséfone o Proserpina, hija de Ceres, secuestrada por el dios Hades para ser esposa de éste.
- Kali Yuga, Part 1 y 2: Kali Yuga Es la danza final de la diosa Kali en la que toda la Humanidad perecerá.
- The Wondrous World of Punt: Alude al mítico País del Punt, ubicado según la leyenda al sur de Egipto, y el cual se suponía era de enorme riqueza.
- Melek Taus: Antiguo demiurgo, También conocido como el Angel Pavoreal creador del universo según la creencia de los yazidíes.
- Call of Dagon: Dagón es el antiguo dios filisteo retomado por Howard Phillips Lovecraft.
- Sirius B.: Estrella del sistema estelar doble Sirio, el más brillante del cielo.
- The Voyage of Gurdjieff: George Gurdjieff, místico ruso que viajó entre los sufíes a comienzos del siglo XX.

## Alineación
- Christofer Johnsson - Vocales en ("Typhon", "Three Ships of Berik parte 1: Calling to Arms and Fighting the Battle"), Guitarra, Teclados en ("An Arrow from the Sun", "Feuer Overtūre / Prometheus Entfesselt"), Mandolina en ("The Wonderous World of Punt") Coros y arreglos clásicos.

- Kristian Niemann - Guitarra, guitarra acústica, mandolina en "The Wonderous World of Punt".

- Johan Niemann - Bajo, mandolina en "The Wonderous World of Punt".

## Músicos invitados

### En Lemuria
- Steen Rasmussen - Melotrón en ("Lemuria"), Órgano Hammond.
- Jens Nyborg - Balalaica, Domra.
- Sven Lindblad - Balalaica.
- Kavi Björkqvist - Balalaica.
- Richard Evensand - Batería.
- Mats Levén - Vocales en ("Uthark Runa" y "Abraxas").
- Piotr Wawrzeniuk - Vocales en ("Lemuria", "The Dreams of Swedenborg" y "Feuer Overtūre / Prometheus Entfesselt").
- Peter Mossman - Narración en ("Lemuria").
- Anna-Maria Krawe - Soprano Solista en ("Typhon","An Arrow from the Sun" y "Abraxas").
- Ulrika Skarby - Contralto Solista en ("Lemuria" y "An Arrow from the Sun").
- Tomás Cerný - Tenor Solista en ("Typhon").
- Michael Schmidberger - Barítono-Bajo Solista en ("Typhon", "An Arrow from the Sun" y "Feuer Overtüte / Prometheus Entfesselt").
- Jana Bínová-Koucká - Soprano en ("Dreams of Swedenborg").
- Karolina Voadlová - Contralto en ("Dreams of Swedenborg").

### En Sirius B
- Richard Evensand - Batería, Gong en ("Kali Yuga part 2").
- Steen Rasmussen - Órgano Hammond.
- Lars Sømod Jensen - Órgano.
- Mats Levén - Vocales en ("The Blood of Kingu", "The Khlysti Evangelist" y "Kali Yuga parte 2").
- Piotr Wawrzeniuk - Vocales en ("Dark Venus Persephone", "Kali Yuga parte 1" y "Melek Taus").
- Anna-Maria Krawe - Solo de Soprano en ("Sun of the Sun","Kali Yuga parte 2","The Wondrous World of Punt","Melek Taus","Call of Dagon").
- Jana Bínová-Koucká - Solo de Soprano en ("The Khlysti Evangelist" y "Kali Yuga parte 1").
- Ulrika Skarby - Contralto Solista en ("Sun of the Sun","Dark Venus Persephone" y "Melek Taus").
- Tomás Cerný - Solo de Tenor en ("The Khlysti Evangelist","Kali Yuga parte 1","The Wondrous World of Punt" y "Voyage of Gurdjieff").
- Michael Schmidberger - Solo de Barítono-Bajo en ("Dark Venus Persephone").
- Jaromir Belor - Barítono-Bajo en ("Wondrous Wold of Punt").

Orquesta:
- Orquesta Filarmónica de la ciudad de Praga (Conducida por Adam Klemens y Mario Klemens).Lemuria y Sirius B.

Coro:
- Kūhn Mixed Choir (Conducido por Mario Klemens).Lemuria y Sirius B.